# Esercito macedone
L'esercito macedone fu l'insieme delle forze militari, prevalentemente terrestri, che servirono il Regno di Macedonia nella serie di campagne militari che caratterizzarono la sua espansione sotto i monarchi Filippo II di Macedonia ed Alessandro Magno.
L'esercito macedone comprendeva la cavalleria pesante dei nobili «compagni del re» (eteri), la cavalleria leggera (prodromoi), la fanteria pesante (pezeteri) ordinata in compatte falangi armate con la lunga picca chiamata sarissa, la fanteria leggera (peltasti) e altri corpi tra loro organicamente integrati (come gli arcieri). Nonché macchine d'assedio.
L'esercito macedone fu la più complessa macchina militare fino ad allora costituita. Il poliedrico insieme dei reparti era inquadrato da un vero e proprio corpo di ufficiali, istruiti e preparati da apposite scuole, impegnati nel contempo come guardie del corpo del sovrano, le somatofilachie.

## Filippo II e la riforma delle forze armate macedoni

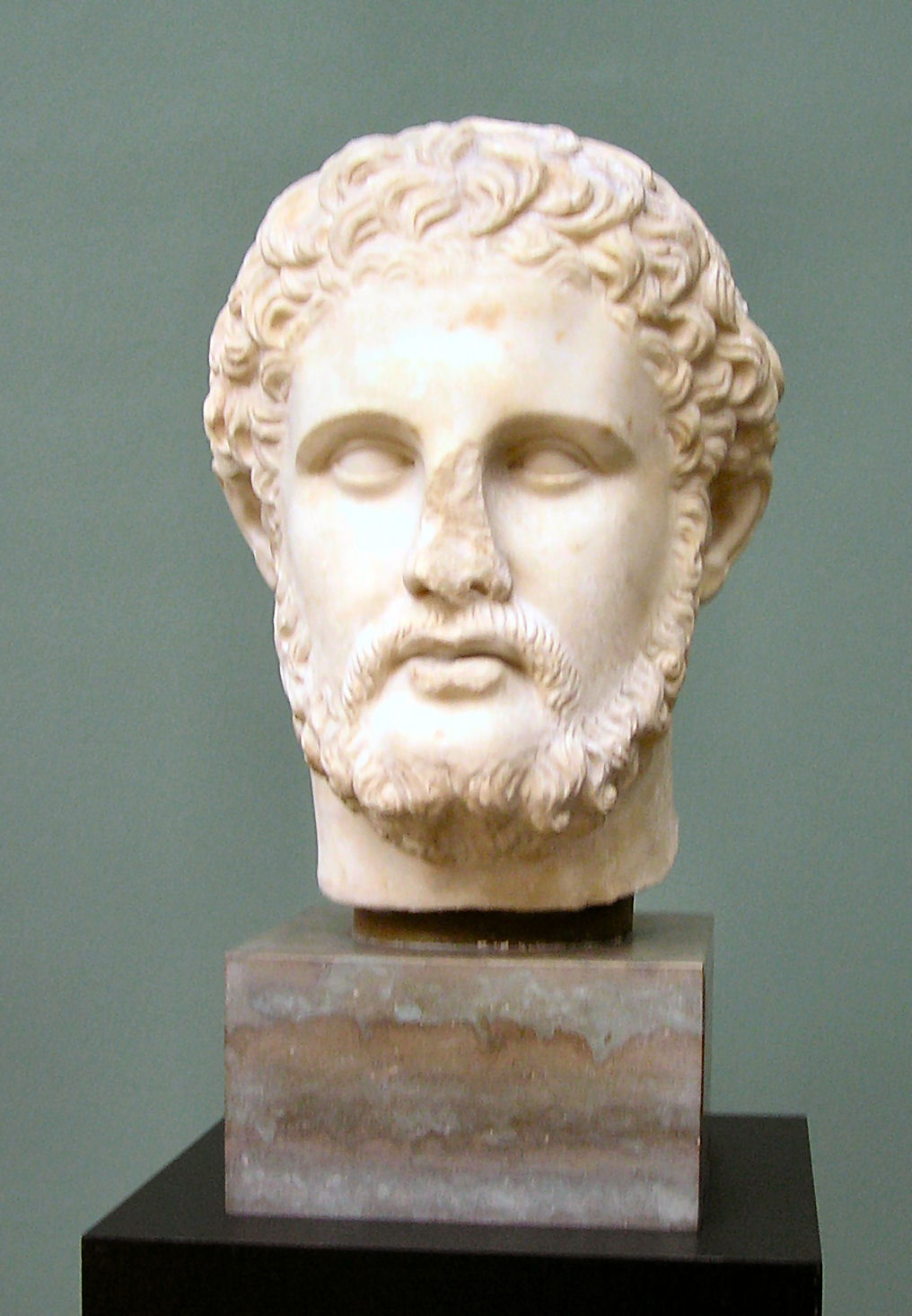
Filippo II di Macedonia.

La radicale riforma delle forze armate macedoni venne attuata dal sovrano Filippo II di Macedonia che creò la più efficiente macchina bellica fino ad allora conosciuta. Attuata a partire dal 364 a.C., anno dell'ufficiale ritorno in patria di Filippo II, precedentemente esiliato, la riforma fu un processo durato anni, finanziato con i proventi dei saccheggi a discapito dell'Illirico e della Tracia.

### Fanteria: la nascita della falange macedone

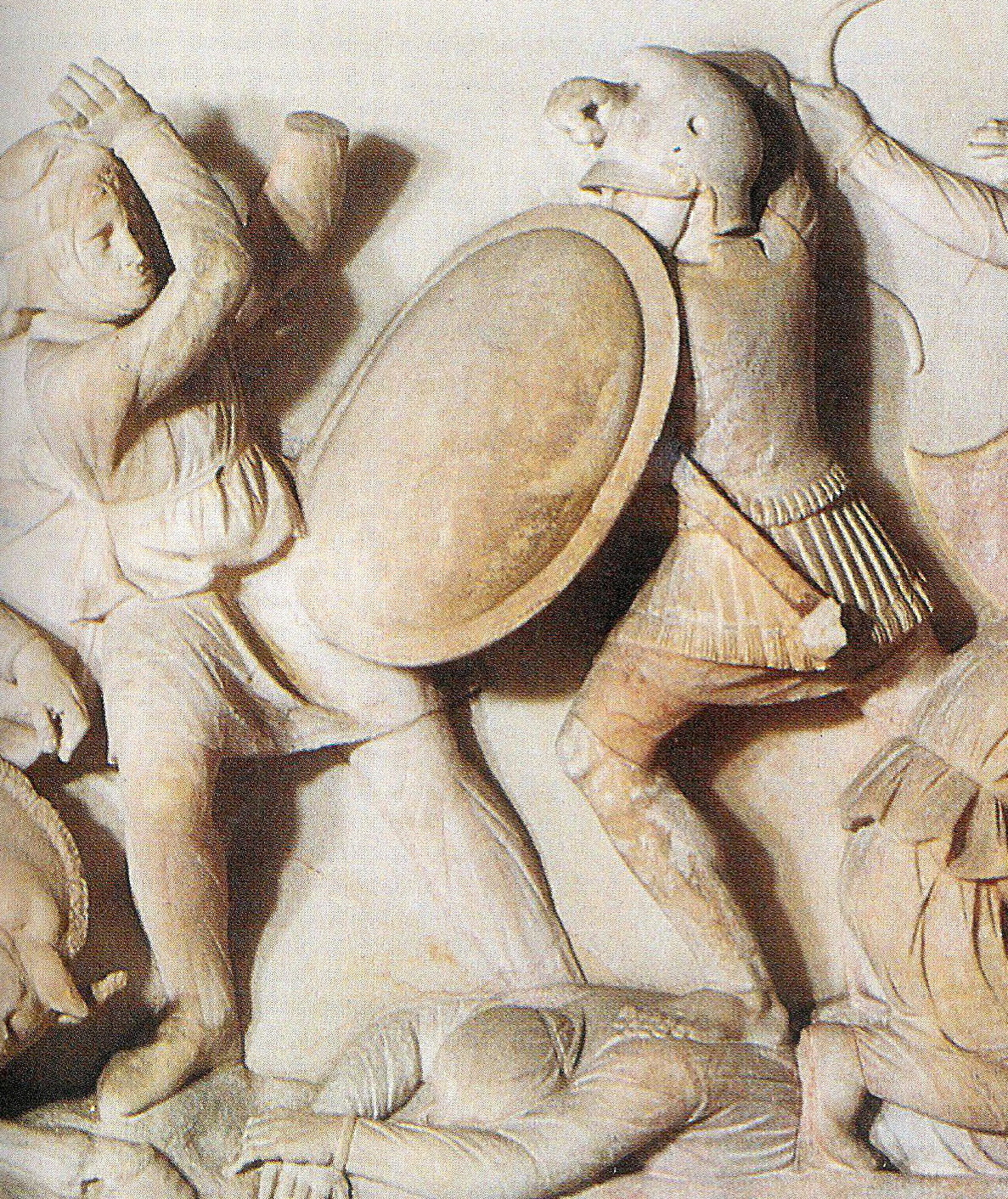
Pezetero macedone – particolare dal sarcofago di Alessandro Magno.

Filippo II era stato prigioniero dei Tebani (368-365 a.C.) quando Tebe era divenuta la maggior potenza militare della Grecia Antica grazie alla sconfitta inflitta a Sparta; ebbe così modo di vedere in azione il "Battaglione Sacro" di Epaminonda ed il rivoluzionario schieramento ad "Ordine obliquo". Fatto tesoro dell'esperienza tebana, Filippo riformò le forze di fanteria del Regno di Macedonia, superando il vecchio modello della falange oplitica anche grazie alla rivalutazione dei corpi di fanteria leggera operata dallo stratega ateniese Ificrate i cui peltasti si erano ben portati nella Guerra di Corinto (392 a.C.).
Filippo riorganizzò dunque le sue forze di fanteria attingendo all'esperienza bellica che gli strateghi greci avevano accumulato negli ultimi due secoli:
- Corpi di fanteria leggera come i peltasti, gli arcieri (toxotes) ed i frombolieri, solitamente utilizzati solo in fase ricognitiva o nell'inseguimento di unità nemiche, vennero integrati nelle operazioni sul campo dell'esercito;
- La fanteria pesante, da sempre nerbo dell'esercito greco antico, venne riorganizzata in un nuovo strumento bellico, la falange macedone. La falange di Filippo si componeva di una forza d'urto frontale, i pezeteri, pesantemente corazzati ed armati con la lunghissima picca macedone, la sarissa di 5–7 m, disposti su più file fino a divenire un vero e proprio istrice irto di lame, supportati sui fianchi da un corpo di opliti scelti, gli hypaspistai (ὑπασπισταὶ τῶν ἑταίρων, hupaspistaì tỗn hetaírôn o "portatori di scudi dei compagni"), più versatili sul campo di battaglia dei compagni impacciati dalle sarisse[1].

### Cavalleria: il superamento del modello militare greco

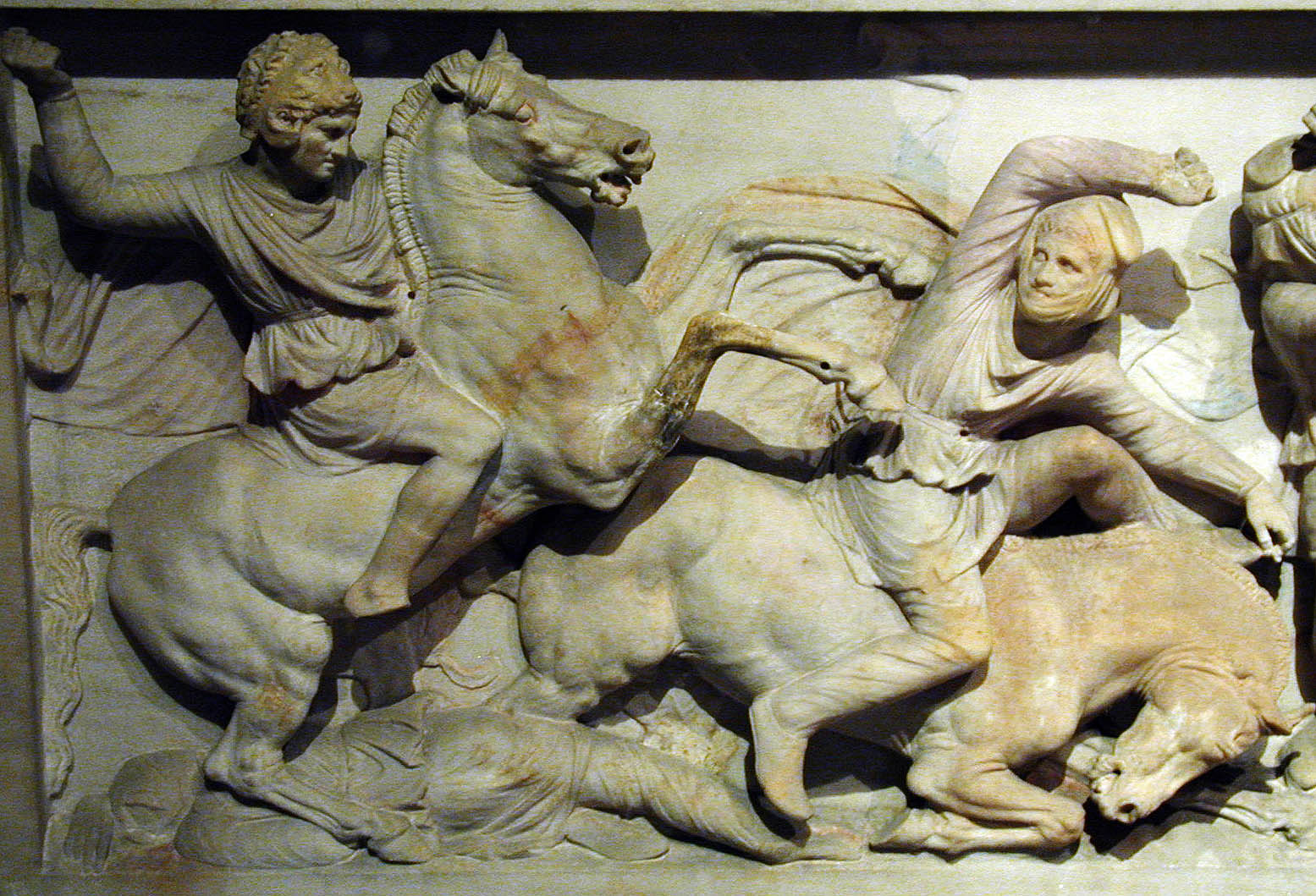
Cavalieri macedoni - particolare del Sarcofago di Abdalonimo

Durante il V sec. a.C., l'urto della cavalleria macedone aveva sempre sortito un buon effetto sui compatti schieramenti delle falangi greche. Filippo, mentre da una parte riformava la fanteria con le migliori innovazioni che il mondo militare mediterraneo poteva fornire, si assicurò di avere a propria disposizione corpi di cavalleria perfettamente addestrati.
- L'élite della cavalleria macedone era composta dagli hetairoi (indicati dagli storici antichi come la miglior cavalleria mai apparsa al mondo[3]), il corpo di cavalleria pesante composto dai nobili delle montagne macedoni. Armati di una lunga lancia in legno di corniolo, lo xiston, e privi di scudo o schinieri[4], gli hetairoi scompaginavano la fanteria nemica, facendosi largo nella mischia per il corpo-a-corpo con la spada monofilare makhaira, raccomandata da Senofonte come la più indicata per la cavalleria[5];
- Truppe di cavalieri della Tessaglia vennero impiegate dai macedoni fino all'annessione del regno da parte di Roma. I tessali erano equipaggiati più o meno come i macedoni; l'unica differenza stava nell'armamento più leggero (lance più corte e giavellotti);
- Truppe di cavalleria leggera (prodromoi) venivano utilizzate per ricognizioni e schermaglie. Questi esploratori erano forniti di lunghe lance, forse una particolare variante dello xiston ma certamente non della sarissa[6].

Gli hetairoi ed i tessali erano solitamente schierati in formazione “romboidale”, una tattica che le popolazioni dell'areale greco avevano appreso dai cavalieri nomadi Sciti. Questa formazione era facilmente manovrabile, pronta ad una virata in senso diagonale, poiché, come osservato dallo storico Asclepiodoto Tattico:
Gli hetairoi erano disposti sul fianco destro della fanteria pesante, il fianco tradizionalmente più debole della falange oplitica. Ai tessali era invece riservato il fianco sinistro dello schieramento macedone. Durante le battaglie più impegnative, i prodromoi vennero uniti ai numeri di hetairoi e tessali per aumentare il peso delle loro cariche.

### Il genio militare: le macchine d'assedio
Quasi certamente già in possesso di un discreto arsenale lasciatogli dai predecessori, Filippo II chiamò alla sua corte un ingegnere greco, Polido, e finanziò i suoi studi per ottenere nuove risorse in caso di assedio: mura dentellate, torri d'assedio, il principio della torsione applicato alla corda per la catapulta etc.

### Battaglia di Cheronea (338 a.C.)

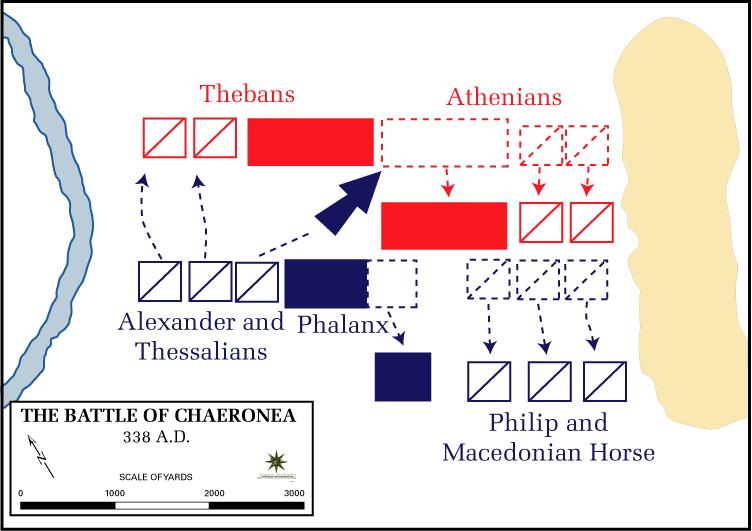
Cheronea (338 a.C.). Schieramento iniziale e principali movimenti

Per contrastare l'invasione di Filippo l'esercito alleato aveva condotto una campagna dilatoria, ma il macedone riuscì ugualmente a costringere il nemico alla battaglia presso l'acropoli di Cheronea in Beozia.
Cheronea contiene in sé gli elementi che saranno tipici della tattica macedone alla base delle vittorie di Alessandro Magno, ovvero la collaborazione tra fanteria e cavalleria come armi combinate: la falange di picchieri utilizzata come elemento di arresto del nemico e la cavalleria come forza decisiva dello scontro (incudine e martello). Con l'andare del tempo entrerà nel meccanismo con un ruolo sempre più attivo anche la fanteria leggera, che a Cheronea non sembra aver avuto un ruolo particolarmente significativo, ma la macchina bellica macedone è già pronta a conquistare il mondo.

## L'esercito di Alessandro Magno il magnifico

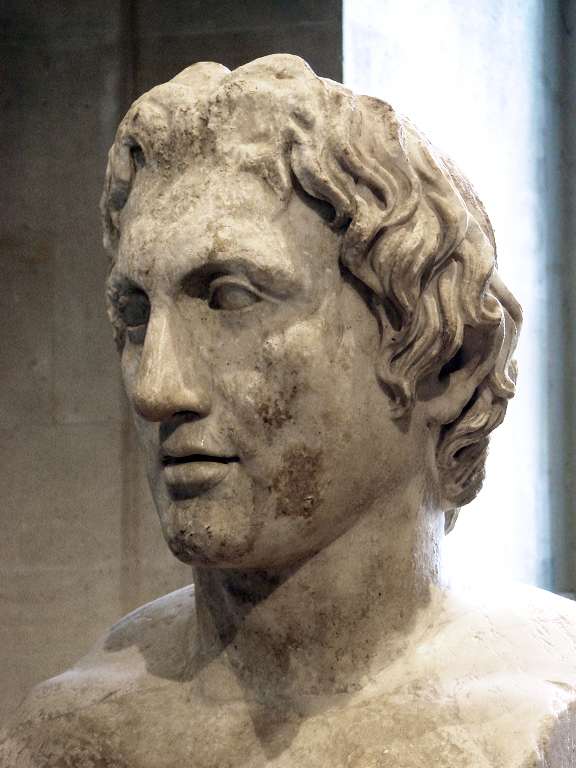
Alessandro Magno - Lisippo, copia romana

A detta dello storico inglese Robin Lane Fox, Filippo II di Macedonia aveva:
Scomparso il genitore, Alessandro ereditò questa formidabile macchina bellica e, con la sua genialità strategica e la sua incredibile fortuna, le garantì il passo sostanziale che meritò all'esercito macedone una fama di invincibilità durata due secoli.
Valutare la consistenza dell'esercito macedone all'avvio della campagna contro l'Impero Persiano risulta ad oggi molto complesso. Le fonti più antiche ed autorevoli presentano infatti una notevole discordanza:
- Tolomeo I: 30 000 fanti e 3000 cavalieri
- Aristobulo di Cassandreia: 30 000 fanti e 4000 cavalieri
- Anassimene di Lampsaco: 43 000 fanti e 5500 cavalieri
- Callistene: 40 000 fanti e 4500 cavalieri

### Battaglia del Granico (334 a.C.)

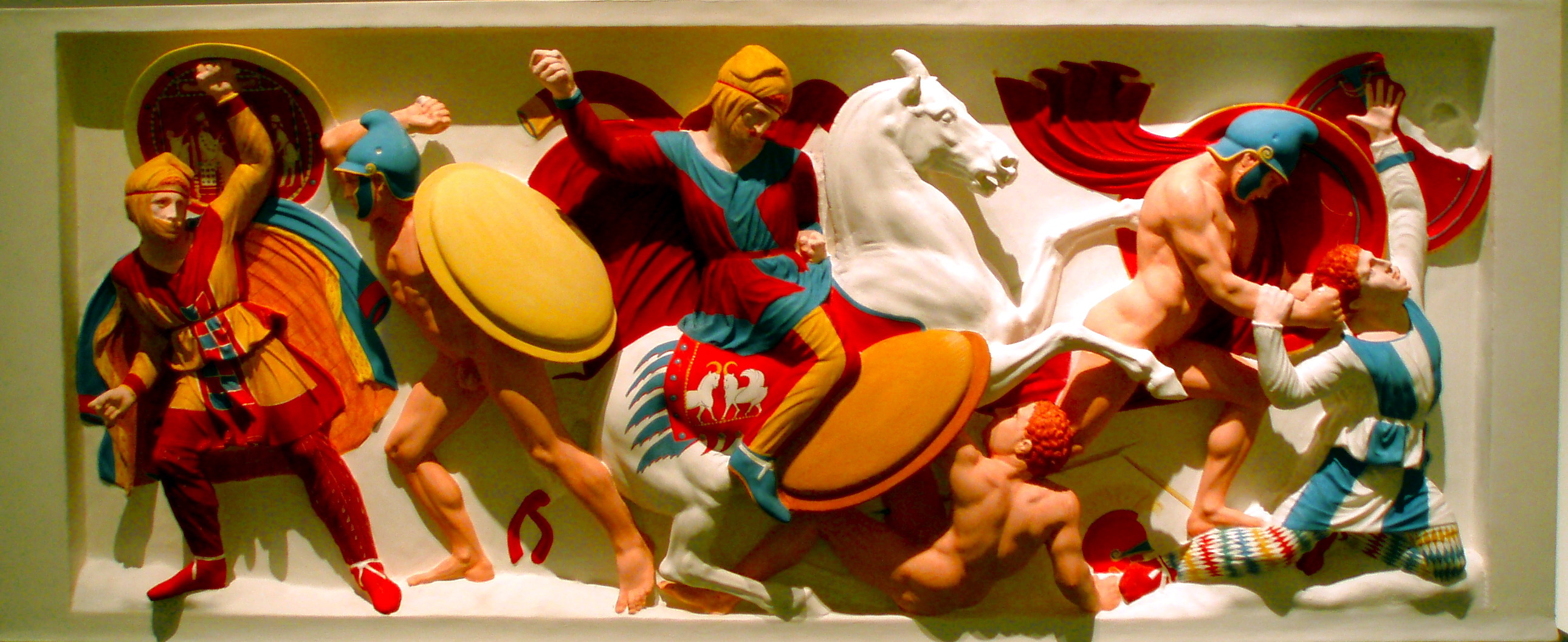
Ricostruzione del sarcofago di Alessandro (battaglia tra Macedoni e Persiani) nei presunti colori originali.

Secondo lo storico Arriano, i persiani posizionarono la loro cavalleria di fronte alla fanteria e avanzarono sul lato destro (est) del fiume. L'esercito di Alessandro li incontrò il terzo giorno di maggio, avanzando da Abido. Le varie fonti riportano due versioni: in una Alessandro attaccò immediatamente, mentre nell'altra egli attraversò il fiume a monte e attaccò all'alba del giorno successivo (su suggerimento del suo secondo in comando, Parmenione).
In ogni caso i Persiani avevano parte della cavalleria che entrò in contatto con le prime unità macedoni arrivate sul posto. Alessandro guidò gli Eteri in una carica vincente, mentre i fanti coprivano il resto della colonna da battaglia che si formò contro i Persiani. La linea macedone era disposta con le pesanti falangi al centro e la cavalleria su entrambi i lati.
Schieramento iniziale e principali movimenti
La battaglia ebbe inizio con una finta della cavalleria e della fanteria leggera della sinistra macedone, al comando di Parmenione. I Persiani rinforzarono pesantemente quel lato e la finta fu respinta ma, a quel punto, Alessandro aveva guidato la cavalleria nella sua classica carica a cuneo e irruppe nel centro della linea persiana. I Persiani contrattaccarono con uno squadrone di nobili a cavallo. I resoconti mostrano che nella mischia diversi nobili persiani di alto rango vennero uccisi da Alessandro in persona o dalle sue guardie del corpo. Il re macedone venne intontito da un colpo d'ascia di un nobile persiano ma, prima che questi potesse colpire definitivamente il condottiero, gli venne reciso il braccio con cui stava per infliggere il colpo mortale da Clito il Nero. Alessandro si riprese rapidamente.
La cavalleria macedone piegò quindi verso sinistra e iniziò a circondare quella persiana, la quale era impegnata con il fianco sinistro della linea macedone dopo un'avanzata generale. Si aprì quindi un vuoto nella parte della linea di battaglia lasciata da poco sguarnita. La falla venne tappata dalla fanteria macedone che in questo modo impegnò la fanteria persiana di scarsa qualità delle retrovie. A questa mossa entrambi i fianchi della cavalleria persiana si ritirarono, vedendo il collasso del centro. Anche la fanteria si diede alla fuga e molti vennero abbattuti durante la ritirata.
Le perdite totali dei Macedoni furono tra i 300 e i 400 uomini. I Persiani ebbero 2.000 fanti catturati, mentre circa 1.000 cavalieri e 3.000 fanti vennero uccisi, la gran parte dei quali durante la ritirata.
Lo storico moderno Peter Green suggerisce che le differenze riscontrate nei vari resoconti della battaglia e l'ordine di battaglia apparentemente suicida dei Persiani (la cavalleria che difende un fiume dove non poteva eseguire nessuna carica e la posizione arretrata dei mercenari greci dove non potevano essere di alcuna utilità) furono dovuti ad uno stallo di Alessandro durante le prime fasi della battaglia. Secondo la versione di Green, Alessandro trascurò il consiglio di Parmenione e attaccò immediatamente le posizioni persiane. L'argine ripido era adeguatamente sorvegliato dalla fanteria nemica, la quale fece piovere giavellotti su Alessandro e le sue forze. Queste vennero pesantemente colpite e costrette a ritirarsi. Alessandro allora accettò risentito il suggerimento di Parmenione, attraversò il fiume nella notte in un punto sguarnito e combatté la battaglia all'alba del giorno seguente. La seconda parte della battaglia del Granico, che ritroviamo descritta nei vari resoconti, si svolse quindi senza l'attraversamento del fiume (che avvenne il giorno prima). Questo spiegherebbe gli insensati ordini di battaglia dei Persiani. La cavalleria persiana si sarebbe affrettata verso la posizione in cui di notte Alessandro aveva attraversato il fiume e avrebbe raggiunto il punto del primo scontro, con la fanteria più lenta che si affrettava a raggiungere la battaglia. Anche se Alessandro alla fine vinse la battaglia, avrebbe avuto ampi motivi per nascondere la sua iniziale prima sconfitta sul suolo asiatico e sarebbe stato riluttante ad ammettere di essersi sbagliato mentre Parmenione era nel giusto.

### Battaglia di Gaugamela (331 a.C.)

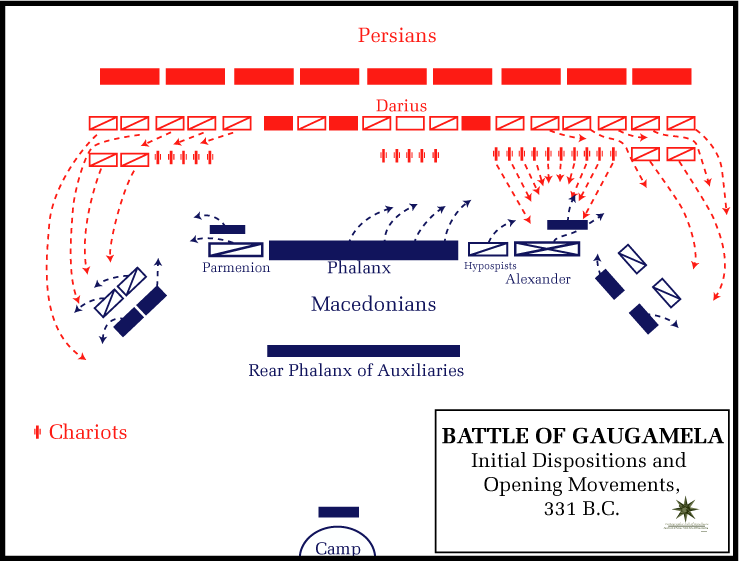
Battaglia di Gaugamela (331 a.C.). Schieramento iniziale e principali movimenti

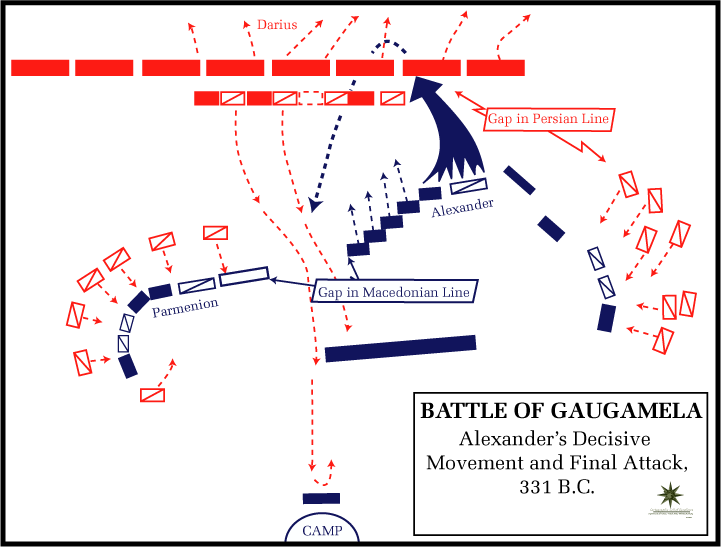
Gaugamela (331 a.C.). Manovra decisiva di Alessandro

Alessandro all'inizio della sua ascesa trova un esercito già formato e una classe di ufficiali tra le più motivate ed efficienti, con unità ben definite e specialità assai composite, ognuna con un tipo di armamento specifico e ciascuna adatta per un particolare scopo sul campo di battaglia. Abbiamo così gli hetaîroi, i “compagni del Re”, che formano in pratica una cavalleria pesante composta dai nobili macedoni armati di una lunga lancia, un'arma conosciuta come xyston, fatta di legno di corniolo con una lama a ogni estremità, lunga 3,5 metri e maneggiabile con una sola mano. A disposizione hanno anche una spada, talvolta uno scudo leggero detto pelta, con anima di legno o di vimini, a forma di mezzaluna o semicircolare, inoltre sono provvisti di corazza ed elmo. Sono organizzati in ile di 1.500-1.800 uomini, composti ognuno da otto squadroni di 200-300 cavalieri. Prima della battaglia di Gaugamela, per far fronte alle perdite subite durante la campagna, i caduti sono sostituiti da cavalieri greci. Dopo l'assassinio di Filota, figlio di Parmenione, gli hetaîroi sono divisi in due parti per evitare che un corpo così efficiente venga affidato nelle mani di un solo ufficiale. In battaglia sono in grado di assumere una formazione a cuneo, in maniera da sfruttare le eventuali brecce formatesi durante lo scontro e per avere così l'opportunità di caricare sul retro o sul fianco le formazioni nemiche, compito che nella battaglia di Gaugamela svolgono in maniera esemplare.
Vengono poi i pezetèri, circa 3.072 falangiti armati di sarissa lunga fino a cinque metri e mezzo, di scudo (pelta), degli schinieri, del pettorale in cuoio imbottito, rivestito di metallo e organizzati in due taxeis di 1.536 uomini.
Il nucleo principale della fanteria pesante macedone è rappresentato dalla falange, equipaggiata con la sarissa, una lunga lancia di circa 3-7 metri e del peso di circa cinque chilogrammi, che viene puntata in avanti dalle prime file, mentre quelle dei compagni più arretrati vengono tenute in alto, formando così un rettangolo profondo sedici linee (alcune delle quali di fanti leggeri al centro dello schieramento). La falange è suddivisa in unità, taxeis, di 1.500 uomini ognuna, a loro volta suddivise in locoi.
La sarissa, nelle marce di trasferimento, è divisa in due sezioni che al momento del bisogno possono essere riunite tramite un collare di metallo e la falange, grazie a quest'arma, frontalmente non teme rivali e l'unica possibilità è quella di tentare di romperne la formazione. Ecco perché nella battaglia di Gaugamela vengono utilizzati dai persiani, anche se con scarsi risultati, i carri falcati. L'introduzione della sarissa e la costruzione dello schema tattico, che ha come protagonista la falange, viene ascritto a Filippo, anche se molto più probabilmente è da attribuire a più di un ufficiale macedone, così come sarà la riforma ificratea dell'armamento oplitico a ispirare il successivo sviluppo della falange macedone. L'utilizzo di questa formazione è prolungato nel tempo prima da Alessandro Magno e poi dai suoi successori, con risultati spesso vincenti, fino alla comparsa dell'esercito romano, che nella battaglia di Pidna (168 a.C.), la schianta, letteralmente, su un tipo di terreno accidentato.
Altro reparto di fanteria pesante sono gli opliti greci, equipaggiati più pesantemente dei loro colleghi macedoni, con elmi e schinieri in aggiunta a un'armatura a piastre completa e con un grande scudo di bronzo, ma le loro picche sono più corte (circa 2,5-3 metri), e possono essere usate con una sola mano a differenza delle sarisse macedoni. La loro formazione ha una profondità di otto uomini, anche loro suddivisi in unità (taxeis) di 1.500 uomini ognuna, e proprio per tale motivo combatte in maniera differente rispetto alla falange macedone. A Gaugamela, Alessandro la utilizza in riserva, come unità di supporto, con il compito di evitare aggiramenti o per intervenire nel momento del bisogno per chiudere varchi apertisi durante la battaglia.
Gli ipaspisti sono invece una fanteria media di collegamento tra la falange e la cavalleria; non a caso a Gaugamela, comandati da Nicanore, sono schierati a raccordo tra la fanteria pesante macedone e gli hetaîroi di Filota. Gli ipaspisti sono equipaggiati di uno scudo analogo a quello dei peltasti, la piccola pelta rotonda o a forma di cetra, di un elmo, di una corazza, di schinieri e, probabilmente, di giavellotto e di spada. Gli ipaspisti devono essere particolarmente rapidi e in grado di entrare in mischia, specie se riescono a prendere alle terga il nemico; truppe ideali per operare insieme alla cavalleria macedone.
Gli agriani sono un fidato contingente tribale della Macedonia settentrionale, composto di unità di 500 uomini ciascuna. Questa è una fanteria leggera equipaggiata con giavellotti e spade insieme con un piccolo scudo. A Gaugamela si sono distinti per essersi opposti in maniera efficace contro i carri falcati persiani.
Sempre in questa battaglia sono utilizzati, all'estrema destra dello schieramento, i peoni di Aristone, cavalieri macedoni e lanciatori di giavellotto, al pari dei traci di Sitalce che è un'altra cavalleria leggera, schierata però esattamente dalla parte opposta, sul fianco sinistro macedone. Questo tipo di unità è simile per equipaggiamento e tattica alla cavalleria greca alleata. I traci non indossano alcuna corazza e sono equipaggiati solo di giavellotti e lunghi coltelli; in grado di combattere in ordine aperto, con il principale scopo di impegnare il nemico, senza però avere la forza di caricarlo frontalmente.
Altro tipo di cavalleria leggera, anomala se vogliamo, sono i prodrómoi, una sorta di esploratori di particolare pregio, in grado di utilizzare una lunga sarissa ed equipaggiati con una piccola corazza, risultano essere micidiali contro la cavalleria leggera nemica, perché veloci e temibili in mischia, pur non avendo la possibilità di lancio. Nella battaglia di Gaugamela tra i nativi macedoni vi sono anche dei greci, organizzati in unità di circa 300 uomini ciascuna, che diventano protagonisti di un'azione decisiva, riuscendo a rompere la cerniera tra il centro e l'ala sinistra persiana.
In questa battaglia vengono impiegati anche gli arcieri al comando di Brisone, dislocati sul fianco destro dell'esercito di Alessandro. È una sorta di fanteria leggera composta di macedoni e mercenari cretesi (questi ultimi a sinistra dello schieramento e al comando di Andromaco) senza corazza, ma con spade e coltellacci.
Sul fianco sinistro macedone, vi sono anche i tessali al comando di Filippo di Menelao; un'ottima cavalleria pesante, insieme ai cavalieri greci guidati da Erigio. Questi cavalieri caricano a cuneo e indossano un pettorale e un elmo, come gli hetaîroi, maneggiano due lance, una lunga per la mischia e l'altra più corta per essere scagliata, inoltre hanno una spada per il corpo a corpo.
In conclusione, l'esercito macedone, seppur in inferiorità numerica rispetto a quello persiano, è addestrato in maniera professionale. Gli ufficiali e i soldati veterani sono ottimi combattenti, in grado di assumere formazioni e recepire ordini anche complessi, con un morale alto per via di tutte le battaglie vinte in precedenza e con la certezza che solo la vittoria li può riportare a casa, nella speranza o sogno di tornarvi vivi e più ricchi.

## L'uso dei soldati asiatici sotto Alessandro Magno
Secondo Arriano, Alessandro usò truppe aracosiane, battriane, parapamisadee, sogdiane, indiane e scitiche. Erano presenti alla grande rassegna dell'esercito che Alessandro raccolse nel 324 aC. Si dice che Alessandro fosse rimasto impressionato dall'esercitazione dei 30.000 persiani che erano stati addestrati con i metodi della falange macedone. A un certo punto l'esercito avrebbe raggiunto i 120.000 soldati di prima linea. Questo non includeva i soldati di presidio e supporto del campo. C'è stato un notevole dibattito su quando Alessandro usò per la prima volta gli orientali in servizio attivo con l'esercito. Durante la sua campagna in Asia contro l'Impero Persiano formò un hipparchia (ossia unità di poche centinaia di cavalieri) di cavalleria da compagnia composta interamente da persiani. L'introduzione delle truppe asiatiche nell'esercito fu attivamente osteggiata da molti dei nativi macedoni, specialmente quando il gruppo di giovani persiani provenienti da famiglie aristocratiche fu addestrato nelle tecniche di combattimento macedoni e arruolati nella cavalleria dei compagni. La reazione di Alessandro fu di fare piani per governare l'Asia con un esercito reclutato localmente, ma la sua morte è intervenuta prima che potesse portare a termine questo piano. I suoi successori invertirono il suo obiettivo di diversificare l'esercito e reclutarono quasi esclusivamente greci e macedoni.

## L'esercito deidiadochi
Alla morte di Alessandro III di Macedonia, i suoi generali si spartirono le terre componenti l'impero che avevano contribuito a creare e le governarono proclamandosi Diadochi ("successori") del macedone. L'assestamento dei neo-nati regni ellenistici fu un processo complesso, realizzato a prezzo di numerosi conflitti, le Guerre dei Diadochi. Durante questi scontri, gli eserciti dei diadochi, basati sul modello dell'esercito macedone creato da Filippo II e sviluppato da Alessandro, andarono incontro a sostanziali evoluzioni. Queste evoluzioni maturarono pienamente solo con l'affermarsi degli Epigoni, le dinastie create dai discendenti dei diadochi. Mentre ovunque nel vecchio impero gli eserciti crescevano in numeri e peso senza formare adeguatamente le truppe, ad occidente i regni ellenistici continuavano a combattersi, esaurendo le loro forze a vantaggio del crescente potere di Roma, ad oriente i sovrani ellenistici ricorsero in modo sempre più diversificati a truppe mercenarie.
- Esercito macedone degli Antigonidi
- Esercito seleucide
- Esercito tolemaico

### Esercito macedone antigonide
L'esercito macedone antigonide è stato l'esercito di Macedonia nel periodo in cui fu retta dai re antigonidi, dal 276 a.C. al 168 a.C. Fu uno dei più importanti eserciti ellenistici nel mondo greco prima della sconfitta ad opera dei Romani nella battaglia di Pidna, nel 168 a.C. Nonostante ciò, ci fu un ultimo sprazzo nel 150-148 a.C., durante la rivolta guidata da Andrisco, il falso erede di Perseo di Macedonia.
Iniziato negli anni '70 del III secolo a.C. come una piccola forza di mercenari sotto Antigono Gonata, l'esercito antigonide divenne infine la forza principale della Grecia ellenistica, combattendo contro l'Epiro, la Lega achea, Sparta, Atene, Rodi e Pergamo, senza contare le numerose spedizioni contro i Traci ed i Celti che attaccavano la Macedonia da nord.
L'esercito antigonide, come l'esercito di Filippo ed Alessandro, si affidava principalmente alla falange macedone. La maggior parte delle truppe macedoni erano pertanto composte da falangiti che crebbero nel corso degli anni per passare dal terzo ai due terzi delle forze armate. Assieme alla falange l'esercito antigonide ebbe anche corpi di élite come i peltasti, numerosi cavalieri macedoni e alleati ed un gran numero di altri alleati, ausiliari e mercenari.

### Battaglia di Pidna
La battaglia di Pidna fu lo scontro decisivo della terza guerra macedonica e si concluse con la netta vittoria delle Legioni romane guidate dal console Lucio Emilio Paolo contro l'esercito macedone del re Perseo. La battaglia evidenziò la superiorità tattica del sistema manipolare della legione romana di fronte alla rigida falange macedone; il console Emilio Paolo manovrò con abilità le sue legioni, sfruttando la maggiore flessibilità del suo esercito per disgregare lo schieramento della falange.

## Bibliografia

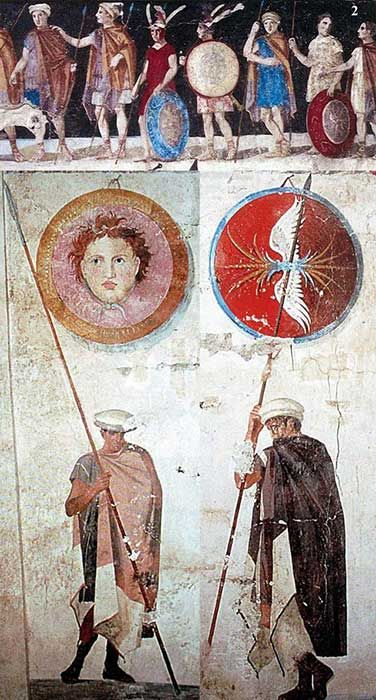
Raffigurazione di soldati macedoni dalla tomba di Agios Athanasios, IV secolo a.C.

### Fonti
- Callistene, Gesta di Alessandro, opera panegirica voluta da Alessandro Magno e compiuta sino alla descrizione della Battaglia di Arbela (331 a.C.), poi confluita nell'apocrifo Romanzo di Alessandro (II sec. a.C.);
- Arriano, Anabasi di Alessandro
- Asclepiodoto, Tattica
- Diodoro Siculo, Bibliotheca historica
- Plutarco, Vite parallele: Emilio Paolo

### Studi
- Arneson, Dave, Men at arms : tactical combat 1200 BC-1500 AD, in Strategy & Tactics (1990), Cambria (CA-USA), n. 137.
- Heckel, Waldemar; Jones, Ryan; [ill.] Hook, Christa (2006), Macedonian Warrior : Alexander's elite infantryman, Oxford, Osprey Publishing, ISBN 1-84176-950-9.
- Lane Fox, Robin (1981), Alessandro Magno, Torino, Einaudi.
- Lazenby, John Francis (1985), The Spartan Army, Warminster, Aris & Phillips, ISBN 978-0-85668-142-4.
- Pastoretto, Piero, La battaglia del fiume Granico, in Panoplia (1996), n. 25.
- Pedretti, Carlo Arrigo, Gli ipaspisti di Alessandro, in Panoplia (1994), nn. 17-18.
- Nick Sekunda, The army of Alexander the Great, Oxford, Osprey Publishing, 1984, ISBN 0-85045-539-1.
- Warry, John (1995), Warfare in the Classical World, University of Oklahoma Press, ISBN 0-8061-2794-5.